# Едвард Емерсон Барнард
Едвард Емерсон Барнард (енгл. Edward Emerson Barnard; Нешвил, 16. децембар 1857 — Вилијамс беј, 6. фебруар 1923) је био амерички астроном.

## Биографија
Едвард Емерсон Барнард рођен је у Нешвилу, Тенеси од оца Рубена Барнарда и мајке Елизабет Џејн Барнард. Отац му је умро пре него што се родио, па је одрастао у самохраној породици.
Радио је на Јерксовом опсерваторијуму, а открио је више комета, двојних и променљивих звезда, пети Јупитеров месец, Амалтеју, и усавршио астрофотографију. Пронашао је звезду са највећим властитим кретањем, која је по њему названа Барнардова звезда. Властито кретање звезде је пут који звезда прође по небеској сфери за једну годину, а у овом случају износи 10,33''. Такође, ова звезда је после Толимана, најближа звезда Сунцу.
По њему се зове неколико небеских тела и облика, међу којима су Барнардова петља, Барнардова галаксија, астероид 819 Барнардијана, кратери на Месецу и Марсу, као и један предео на Јупитеровом сателиту, Ганимеду.